# De gevangene van Zenda
De gevangene van Zenda (originele titel The Prisoner of Zenda) is een avonturenroman van de Britse auteur Anthony Hope, voor het eerst gepubliceerd in 1894. Het geldt als een van Hope's bekendste werken. 
Het boek kreeg een vervolg getiteld Rupert of Hentzau en is meerdere malen verfilmd. 

## Inhoud
De Britse aristocraat Rudolf Rassendyll gaat op vakantie naar Ruritanië, het land waar zijn familie oorspronkelijk vandaan komt. Eenmaal daar ontdekt hij dat hij sprekend lijkt op de huidige koning, die ook Rudolf heet. 
De avond voor ceremonie waarbij Rudolf gekroond zal worden, wordt de koning echter ontvoerd door zijn kwaadaardige broer Prins Michael en diens handlangers Antoinette de Mauban en graaf Rupert van Hentzau. De koning wordt gevangengezet in een kasteel in het kleine plaatsje Zenda. Om te voorkomen dat Michael de troon in handen krijgt, overtuigen kapitein Sapt en Fritz von Tarlenheim, beide vertrouwelingen van de koning, Rudolf Rassendyll om de plaats van de koning in te nemen. 
Tijdens de drie maanden dat Rassendyll voor koning speelt, krijgt hij een relatie met prinses Flavia. Uiteindelijk onderneemt Rassendyll zelf een poging de koning te bevrijden uit Zenda.

## Bewerkingen
De gevangene van Zenda is meerdere malen bewerkt voor film, toneel en televisie. Een beknopt overzicht:
- The Prisoner of Zenda (1895–96), een toneelstuk geschreven door Edward Rose met hulp van Hope zelf. Werd opgevoerd in New York en West End, Londen.
- The Prisoner of Zenda (1913): met James K. Hackett, Beatrice Beckley, David Torrence, Fraser Coalter, William R. Randall and Walter Hale. Geregisseerd door Hugh Ford en Edwin S. Porter. Eerste film van de Famous Players Film Company.
- The Prisoner of Zenda (1915): met Henry Ainley, Gerald Ames, George Bellamy, Marie Anita Bozzi, Jane Gail, Arthur Holmes-Gore, Charles Rock en Norman Yates.
- The Prisoner of Zenda (1922): met Ramón Novarro, Lewis Stone, Alice Terry, Robert Edeson, Stuart Holmes, Malcolm McGregor en Barbara La Marr.
- Princess Flavia (1925), een operette met muziek van Sigmund Romberg.
- The Prisoner of Zenda (1937): met  Ronald Colman als Rassendyll en Rudolph, Madeleine Carroll als Prinses Flavia, Raymond Massey als Michael, Douglas Fairbanks Jr. als Rupert of Hentzau, C. Aubrey Smith als Colonel Zapt en David Niven als Kapitein Fritz von Tarlenheim.
- The Prisoner of Zenda (1952): met Stewart Granger, Deborah Kerr, Louis Calhern, Jane Greer, Lewis Stone, Robert Douglas, James Mason en Robert Coote.
- The Prisoner of Zenda (1961) Amerikaanse televisiefilm.
- Jhinder Bandi (ঝিন্দের বন্দী—vertaling. "The Prisoner of Jhind") (1961): een Benghaalse film van regisseur Tapan Sinha.
- Zenda (1963): een musical die maar kortstondig werd opgevoerd.
- The Prisoner of Zenda (1979): een komische verfilming van het verhaal, met Peter Sellers, Lynne Frederick, Lionel Jeffries, Elke Sommer, Gregory Sierra, Jeremy Kemp, Catherine Schell, Simon Williams en Stuart Wilson.
- The Prisoner of Zenda (1984): een productie van de BBC met Malcolm Sinclair.

## Invloed
Behalve rechtstreekse verfilmingen van de roman zelf, zijn referenties naar het boek of verhalen met een soortgelijke plot in tal van werken terug te vinden. Onder andere de film The Great Race, de tv-serie Get Smart, de Suske en Wiske-strip De speelgoedzaaier, het boek Misery van Stephen King en de Doctor Who-serie "The Androids of Tara" bevatten elementen van De gevangene van Zenda.